# Thomas (Sänger)
Thomas (* 13. April 2000 in Cassola, Provinz Vicenza, als Thomas Bocchimpani) ist ein italienischer Popsänger.

## Werdegang
Bocchimpani interessierte sich früh für Musik und Hip-Hop-Tanz. 2013 nahm er an der Kinder-Castingshow Io canto auf Canale 5 teil und erreichte das Halbfinale. 2017 ging er als jüngster Teilnehmer bei der 16. Staffel von Amici di Maria De Filippi ins Rennen und schaffte es ins Finale. Nach seinem Ausscheiden veröffentlichte er die EP Oggi più che mai. Im Herbst des Jahres konnte er mit seinem ersten Album die Spitze der italienischen Charts erreichen.
Er besucht das Musikgymnasium Giorgione in Castelfranco Veneto und lernt dort Gesang und Klavier.

## Diskografie

### Studioalben
| Jahr | Titel Musiklabel | Höchstplatzierung, Gesamtwochen, AuszeichnungChartsChartplatzierungen (Jahr, Titel, Musiklabel, Platzierungen, Wochen, Auszeichnungen, Anmerkungen) | Anmerkungen        |
| Jahr | Titel Musiklabel | IT | Anmerkungen        |
| ---- | ---------------- | --- | ------------------ |
| 2017 | Thomas Warner    | IT1 Gold · (18 Wo.)IT | Verkäufe: + 25.000 |

### EPs
| Jahr | Titel Musiklabel        | Höchstplatzierung, Gesamtwochen, AuszeichnungChartsChartplatzierungen (Jahr, Titel, Musiklabel, Platzierungen, Wochen, Auszeichnungen, Anmerkungen) | Anmerkungen        |
| Jahr | Titel Musiklabel        | IT | Anmerkungen        |
| ---- | ----------------------- | --- | ------------------ |
| 2017 | Oggi più che mai Warner | IT2 Gold · (13 Wo.)IT | Verkäufe: + 25.000 |
| 2020 | Imperfetto Warner       | IT14 (2 Wo.)IT |                    |

### Singles
| Jahr | Titel Album        | Höchstplatzierung, Gesamtwochen, AuszeichnungChartsChartplatzierungen (Jahr, Titel, Album, Platzierungen, Wochen, Auszeichnungen, Anmerkungen) | Anmerkungen |
| Jahr | Titel Album        | IT | Anmerkungen |
| ---- | ------------------ | --- | ----------- |
| 2017 | È un attimo Thomas | IT75 (1 Wo.)IT |             |

Weitere Singles
- 2017: Normalità
- 2017: Scusa

## Belege
1. ↑  Thomas Bocchimpani. In: Maria De Filippi. Mediaset, abgerufen am 22. Oktober 2017 (italienisch).
2. 1 2  Fiammetta Rubini: Thomas Bocchimpani, Amici 16: chi è, biografia, età e inediti del cantante al Serale. In: Ultimora.news. Forex Media, 21. April 2017, abgerufen am 22. Oktober 2017 (italienisch).
3. ↑  Alben von Thomas. In: Italiancharts.com. Hung Medien, abgerufen am 25. Juli 2018.
4. 1 2  Certificazioni, Thomas. FIMI, abgerufen am 25. Juli 2018.
5. ↑  Alben von Thomas. In: Italiancharts.com. Hung Medien, abgerufen am 25. Juli 2018.
6. ↑  Archivio classifiche Top Singoli. FIMI, abgerufen am 22. Oktober 2017 (italienisch).

| Personendaten    | Personendaten                     |
| ---------------- | --------------------------------- |
| NAME             | Thomas                            |
| ALTERNATIVNAMEN  | Bocchimpani, Thomas (Geburtsname) |
| KURZBESCHREIBUNG | italienischer Popsänger           |
| GEBURTSDATUM     | 13. April 2000                    |
| GEBURTSORT       | Cassola, Provinz Vicenza          |